# Вебб, Беатрис
Беатрис Вебб (Уэбб) (урождённая Поттер англ. Potter), леди Пассфильд (англ. Beatrice Webb, Lady Passfield; 22 января 1858 года, Глостер, — 30 апреля 1943 года, Липхук (англ.)) — британская общественная деятельница, социолог, экономист, социальный реформатор и социалистка, являвшаяся членом ряда правительственных комиссий по проблемам безработицы и положения женщин. Историк и теоретик рабочего движения, ввела термин «коллективный трудовой спор» (collective bargaining). Жена Сиднея Джеймса Вебба и соавтор его книг. Вместе они были ключевыми фигурами в Фабианском обществе (Беатриса возглавляла его в 1939—1941) и участвовали в учреждении Лондонской школы экономики и политических наук.

## Биография
Родилась в семье барристера и состоятельного предпринимателя Ричарда Поттера (англ.). Активно занималась самообразованием, влияние на неё оказали кооперативное движение и идеи Герберта Спенсера.
В 1882 у неё начался роман с дважды овдовевшим политиком Джозефом Чемберленом, закончившийся разрывом через четыре года.
В 1892 вышла замуж за Сиднея Джеймса Вебба и стала его сподвижницей и соавтором, разделяла его общественно-политические взгляды фабианского социализма.
Являлась членом Королевской комиссии по законам о бедных (1905—1909) вместе с Элен Босанкет.
В 1932 Сидней и Беатриса Вебб посетили СССР и в 1935 опубликовали работу «Советский коммунизм — новая цивилизация?» (т. 1 — 2, 1935; рус. пер., т. 1 — 2, 1937), одобрительно оценённую и вскоре изданную в СССР. Вместе с тем, историк А. Дж. П. Тейлор называл её «самой нелепой книгой, когда-либо написанной о России».
Супруги Веббы оставили большое литературное наследие, множество статей и ряд трудов. Среди них фундаментальная «История тред-юнионизма» (1894, новая редакция — 1920) о развитии профсоюзного движения в Великобритании и «Промышленная демократия» (1897), первый том которой на русский язык перевёл, а перевод второго отредактировал В. И. Ленин под новым заглавием «Теория и практика английского тред-юнионизма. (Industrial Democracy)», т. 1-2, 1900—1901). Работы Сиднея и Беатрисы Вебб оказали влияние на многих теоретиков социал-реформизма.

## Публикации

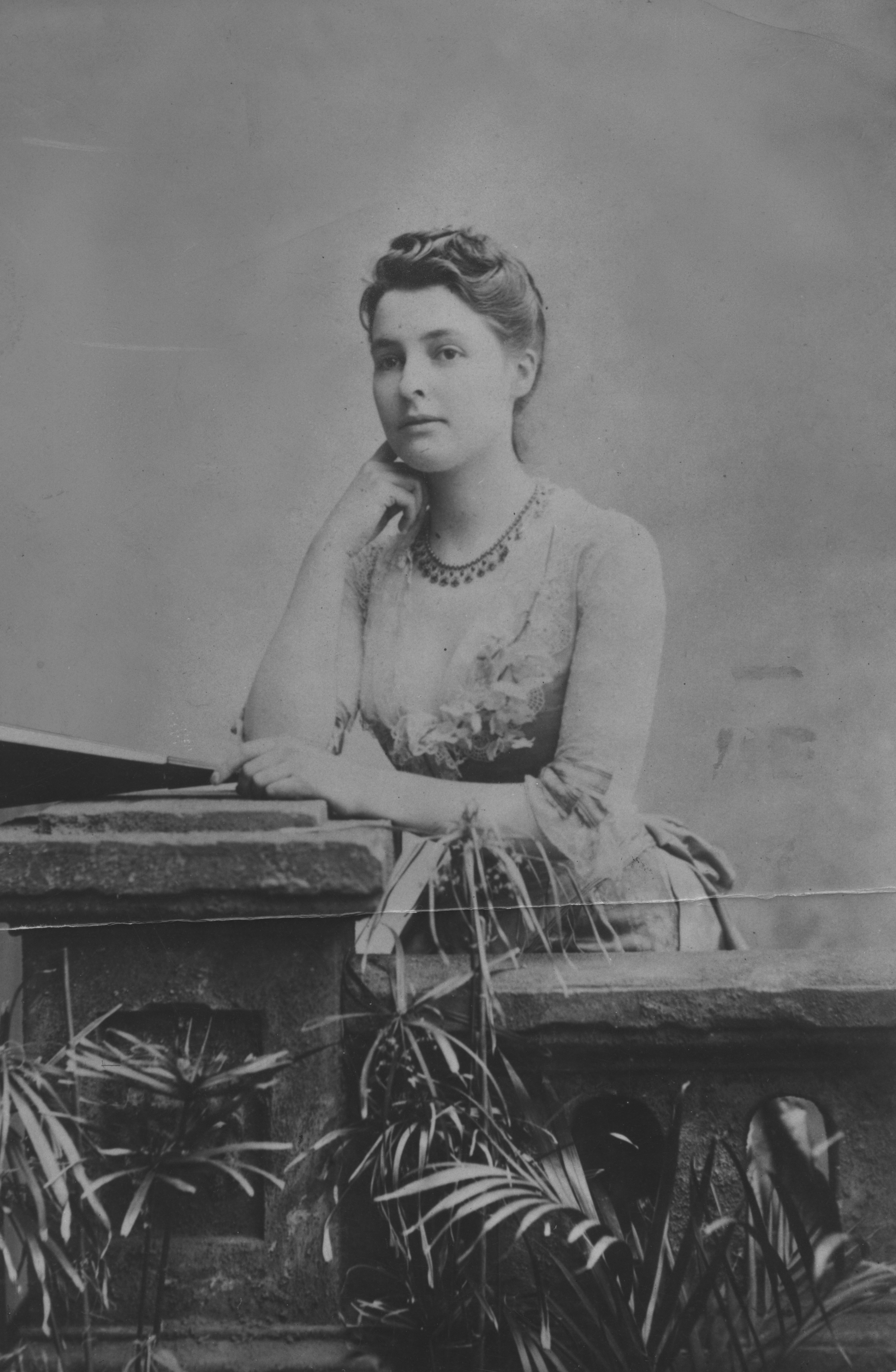
Беатриса Вебб около 1875 года.

- Cooperative Movement in Great Britain (1891).
- Wages of Men and Women: Should Тhey be Еqual? (1919).
- My Apprenticeship (1926).
- Our Partnership (1948).

В соавторстве с Сиднеем Веббом:
- History of Trade Unionism (1894).
- Industrial Democracy (1897).
- English Local Government Vol. I—X (1906 through 1929).
- The Manor and the Borough (1908).
- The Break-Up of the Poor Law (1909).
- English Poor-Law Policy (1910).
- The Cooperative Movement (1914).
- Works Manager Today (1917).
- The Consumer’s Cooperative Movement (1921).
- Decay of Capitalist Civilization (1923).
  - Сидней и Беатриса Уэбб Упадок капиталистической цивилизации / Пер. В. Н. Катин-Ярцева; с предисл. Д. Заславского. — Ленинград : Мысль, 1924. — 195, [1] с.
- Methods of Social Study (1932)
- Soviet Communism: A New Civilization? (1935)
- The Truth About Soviet Russia (1942)